# Gee-Gees d'Ottawa
 (novembre 2024).
Les Gee-Gees d'Ottawa sont les équipes sportives représentant l'Université d'Ottawa. La majorité des équipes évoluent dans les Sports universitaires de l'Ontario, mais l'équipe de hockey féminin et l'équipe de rugby évoluent dans le RSÉQ.
En mars 2025, l'équipe de hockey masculin des Gee-Gees se qualifie à la demi-finale nationale pour la première fois en 40 ans .

## Équipes interuniversitaires
- Athlétisme et cross-country (M/F)
- Basket-ball (M/F)
- Football (F)
- Football canadien (M)
- Hockey sur glace (M/F)
- Natation
- Rugby (F)
- Volley-ball (F)